# Heterochelus subvittatus
Heterochelus subvittatus är en skalbaggsart som beskrevs av Hermann Burmeister 1844. Heterochelus subvittatus ingår i släktet Heterochelus och familjen Melolonthidae. Inga underarter finns listade i Catalogue of Life.